# ティンバーゲンの4つのなぜ
ティンバーゲンの4つのなぜとは、ニコ・ティンバーゲンにちなんで名付けられた、「なぜ生物がある機能を持つのか」という疑問を4つに分類したものである。
例えば「植物はなぜ動かないのか」と問うたとき、「植物には筋肉のような運動器官を持たないから」という機構に基づいた答えは自明すぎるために、あまり有用な答えとは言えない。このような問いはたいてい、なぜ植物は（動物とは異なり）そのような進化をしたのか、なぜ動くことがなくとも現在のように繁栄できるのか、という疑問から発せられたものだからである。一方「ある種のイカが外部からの刺激に反応して体色を素早く変色させるのはなぜか」という問いに対しては、周囲の目を欺くためという機能に基づいた回答もさることながら、色素胞と筋肉、それを制御する神経の仕組みという機構に基づいた説明も、たいへん興味深いものになる。このように、「なぜ」という一言は、着目する観点の違いによって複数に分類されるべきことが納得できる。
生物の目が見える理由の一つとして「目は食べ物を見つけ危険を回避する助けになるため」という答えが一般的だが、そのほかに生物学者は異なる三つのレベルの説明を行うことができる。すなわち「特定の進化の過程で目が形成されたため」「眼がものを見るのに適した機構を持っているため」「個体発生の過程で眼が形成されるため」である。
これらの答えはかなり異なってはいるが一貫性があり、相補的であり、混同してはならない。1960年代にニコラス・ティンバーゲンが動物の行動についてアリストテレスの四原因説を元に4つの疑問（あるいは説明の4分野）を詳細に描写するまで、生物学者もこれらをしばしば混同した。この概念は行動に関わる分野、特に動物行動学、行動生態学、社会生物学、進化心理学、比較心理学の基本的な枠組みである。原因と機能の区別はティンバーゲンと同じ時期かそれ以前にジュリアン・ハクスリー、エルンスト・マイヤーからも提案されている。

## 質問と説明の4領域
二つの要因は個体に関係する。別の二つの要因は進化に関係する。

### 分類表
|                     |                                                  | 共時的/通時的                                                           |                                                                     |
| 静的 現在の形の説明 | 動的 時間の流れの中での現在の形の説明            |                                                                         |                                                                     |
| なぜ/どのように     | 究極要因 (進化要因) その種の機構はなぜ進化したか | 機能（適応） 現在の環境において生殖または生存の問題にどう寄与しているか | 系統発生 進化の道筋の中で種はどう変化してきたか                     |
| なぜ/どのように     | 至近要因 個々の生物の機構はどのように機能するか  | 機構（メカニズム） その機構は物理的にどのように動作しているか           | 発達（個体発生） ある個体の機構はどのような過程をたどって発達するか |

### 究極要因 (進化要因)
進化要因とも訳される。究極要因は「最も重要」という意味ではない。他の要因も同様に重要である。

#### 1 機能（適応）
現在の環境において生殖または生存の問題にどう寄与しているか。
ダーウィンの自然選択による進化の理論は、なぜ動物の振る舞いが通常、おのおのの環境の中で生存と繁殖のために「良くデザインされている（少なくともそのようにみえる）」かの唯一の科学的説明である。例えば鳥は食物と暖を取るために冬には南へ渡る。ほ乳類の母親は子どもを育て、それによって生き残る子の数を増大させる。

#### 2 系統発生
進化の道筋の中で種はどう変化してきたか。
系統発生、すなわち「現在の生物がどのような進化の経路をたどってきたか」は、機能(適応)以外の全ての進化的な説明に関わる。
自然選択が必ずしも最適なデザインを達成しない複数の要因がある。小集団に起きる遺伝的浮動や創始者効果、あるいは突発的な出来事（気候変動など）のように、進化には偶然の過程が伴う。また初期の進化的発達の結果、後に獲得する形質に制約が生まれることがある。代表的な例として、脊椎動物の眼には盲点が存在するが、タコなどの頭足類の眼には盲点が存在しないことが挙げられる。これは網膜が個体の発生過程において形成されるにあたり、脳から形成されるか、皮膚から形成されるかという違いに起因する。この差異は初期の進化的発達の違いによるものであり、脊椎動物の進化史の中で「盲点のない眼」は哺乳類・鳥類に至っても獲得されていない。ただし、哺乳類の分化時、もともと脊椎動物に備わっていた4色型色覚の形質が2色型色覚に変化した後、霊長類が改めて3色型色覚の形質を獲得しているなど、初期の進化的発達による制約は絶対のものではない。
多くの表現型が系統発生の過程で維持されるために、個体は過去の様々な世代の特徴を引き継ぐ。これは形態にも行動にも当てはまる。種の系統発生がどのようなものであったかを再現することは、現在の形質の「独特さ」の理解につながる。

### 至近要因
直接要因とも訳される。

#### 3 機構（至近メカニズム、直接的な原因）
その機構は物理的にどのように動作しているか。
以下は至近メカニズムの例である。
- 水晶体:その形状が変化することによって、見る対象との距離に応じて眼球の光学系が調整され、どのような距離にある対象でもはっきりと見ることができる。
- ホルモン:生物の個々の細胞間で行われる通信用の化学物質である。例えばテストステロンはいくつかの種で攻撃的な振る舞いを刺激する。
- フェロモン:同じ種のメンバー間での通信に用いられる化学物質である。例えば犬や蛾など、仲間を引きつけるためにフェロモンを用いる生物が知られている。

現生の生物を調べるときに、生物学者は複雑さの様々なレベル、例えば化学レベル、生理レベル、精神レベル、社会レベルに遭遇する。研究の主題はレベル間の機能的な因果関係である。生理学（行動生理学）分野ではとりわけホルモンやニューロンの解明が注目される。例えば社会的、生態的状況、個々の行動がホルモン濃度やニューロンの状態に与える影響などである。ほ乳類では出産時のストレスは陣痛を抑える効果を持つ。下位レベルの研究は上位レベルを理解するための必要条件である。
しかし、神経細胞の化学メッセンジャーの理解だけでは、神経解剖学的な構造や行動の理解には不十分である。ニコライ・ハルトマンが「複雑さのレベルの規則」で述べたように、「全体はその部品の単なる合計以上である」。全てのレベルは等しく重要であると認識されなくてはならない。

#### 4 発達（個体発生）
ある個体が生殖細胞から現在の形になるまでの発達に関する分子機構や学習方法。
20世紀後半に社会科学者は人間の行動が「生まれ（遺伝）」か「育ち（文化を含む、発達期の環境）」の結果であるかを議論した。現在、生物学者たちは、行動が遺伝と環境の相互作用の産物であるとしている。そのために、全体は部分の総和（遺伝と環境の合計）以上であり得る。対照的に、身長は「高さ遺伝子」と食糧の豊富さの合計であるかも知れない。
相互作用の例（構成要素の合計以上であるという例）は幼児期の習慣に関係する。いくつかの種において、個体はなじみの深い個体を好むが、同時にあまりなじみの深くない相手とつがうことを好む。つがい行動に影響する遺伝子とは異なって、共に暮らすことに影響する遺伝子が環境との相互作用によってつがい行動にも影響を与えていると推測されている。
相互作用の例は植物にもある。いくつかの植物は重力に反して成長し（重力屈性） 、他のいくつかの植物では光の方向へ成長する（光屈性）。そのような種は異なる遺伝子のために同じ環境に対して異なる反応を示す。
発達上の学習の多くは臨界期を持つ。例えば人間の言語の獲得やガチョウの刷り込みなどである。このような例では遺伝子は環境の影響を受けるタイミングを決定する。同様の概念に「学習バイアス」や「準備された学習」がある。例えば、食事をした後に続けて不快な気分（吐き気など）にさせたラットは、その食物を臭覚と結びつける。音とは結び付けない。多くの霊長類ではわずかな経験でヘビを恐れることを学習する。

## 例
視覚
最初の疑問の「見ること」に戻ると、4つのカテゴリーによる説明は次のようになる。
- 機能:食物を見つけること。危険を回避すること。
- 系統発生:脊椎動物の眼は盲点を持って形成されたが、「完全な」眼に向かう適応的な中間形態が存在しなかったために、その初期の形態が維持された。
- 機構(メカニズム):眼のレンズが網膜に光を集め、網膜上の視細胞が刺激される。
- 発達:ニューロンは眼と脳を接続するために光の刺激を必要とする[5]。

ウェスターマーク効果
ウェスターマーク効果は、兄妹に対して性的関心が欠如する現象である。
- 機能:生存可能な子どもの数を減少させる同系交配を避ける。
- 系統発生:いくつかのほ乳類の種でこのような性質が見つかっており、数千万年以上以前からこのような性質があると考えられる。
- 発達:若い時期に他の個体と共に暮らすことで形成され、人間の場合最初の30ヶ月が重要である。イスラエルのキブツでは非血縁者同士でもこの現象が観察された。
- 機構(メカニズム):神経的メカニズムについてはほとんど分かっていない。

### 和書
- 長谷川眞理子著 『生き物をめぐる4つの「なぜ」』 ＜集英社新書＞ 2002年 集英社 ISBN 4087201686

### 洋書
- Alcock, John (2001) Animal Behavior: An Evolutionary Approach, Sinauer, 7th edition. ISBN 0-87893-011-6.
- Buss, David M., Martie G. Haselton, Todd K. Shackelford, et al. (1998) “Adaptations, Exaptations, and Spandrels,” American Psychologist, 53:533-548.  http://www.sscnet.ucla.edu/comm/haselton/webdocs/spandrels.html
- Buss, David M. (2004) Evolutionary Psychology: The New Science of the Mind, Pearson Education, 2nd edition. ISBN 0-205-37071-3.
- Cartwright, John (2000) Evolution and Human Behavior, MIT Press, ISBN 0-262-53170-4.
- Krebs, J.R., Davies N.B. (1993) An Introduction to Behavioural Ecology, Blackwell Publishing, ISBN 0-632-03546-3.
- Lorenz, Konrad (1937) Biologische Fragestellungen in der Tierpsychologie (I.e. Biological Questions in Animal Psychology). Zeitschrift für Tierpsychologie, 1: 24-32.
- Mayr, Ernst (2001) What Evolution Is, Basic Books. ISBN 0-465-04425-5.
- Gerhard Medicus Tinbergen's four questions in behavioural Anthropology
- Moore, David S. (2001)  The Dependent Gene: The Fallacy of ‘Nature vs. Nurture’, Henry Holt. ISBN 0-8050-7280-2.
- Pinker, Steven (1994) The Language Instinct: How the Mind Creates Language, Harper Perennial. ISBN 0-06-097651-9.
- Tinbergen, Niko (1963) "On Aims and Methods in Ethology," Zeitschrift für Tierpsychologie, 20: 410-433.
- Wilson, Edward O. (1998) Consilience: The Unity of Knowledge, Vintage Books. ISBN 0-679-76867-X.

### ティンバーゲンの4つのなぜに関するダイアグラム（英語）
- The Four Areas of Biology pdf
- The Four Areas and Levels of Inquiry pdf
- Tinbergen's four questions within the "Fundamental Theory of Human Sciences" ppt